# G.I. Joe (speelgoed)
G.I. Joe is een lijn van actiefiguren met een militair thema geproduceerd door Hasbro. De term actiefiguur werd voor het eerst gebruikt in 1964 door Hasbro, ter promotie van hun G.I. Joe-poppen.
G.I. Joe-actiefiguren zijn ontstaan gelijktijdig met de gelijknamige tekenfilmserie in 1987.
Het waren poppen waarvan alle ledematen konden bewegen. De poppen hadden diverse wapens en andere toebehoren.
Voorheen had Hasbro ook al G.I. Joe-poppen maar daar was geen tekenfilm van verschenen.